# Hasle Sogn (Bornholm)
Hasle Sogn 
ist eine Kirchspielsgemeinde (dän.: Sogn)
auf der dänischen Insel Bornholm.
Bis 1970 gehörte sie zur Harde Bornholms Nørre Herred im damaligen Bornholms Amt, danach mit dem Wegfall der Hardenstruktur zur Hasle Kommune im unveränderten Bornholms Amt, die wiederum zum Januar 2003 in der Bornholms Regionskommune aufgegangen ist. Die Regionskommune  war zunächst – wie Kopenhagen und Frederiksberg – amtsfrei, also direkt dem Staat unterstellt, und wurde dann mit der Kommunalreform zum 1. Januar 2007 der Region Hovedstaden zugeordnet.
Im Kirchspiel leben 1749 Einwohner, davon 1638 im Kirchdorf (Stand: 1. Januar 2023).

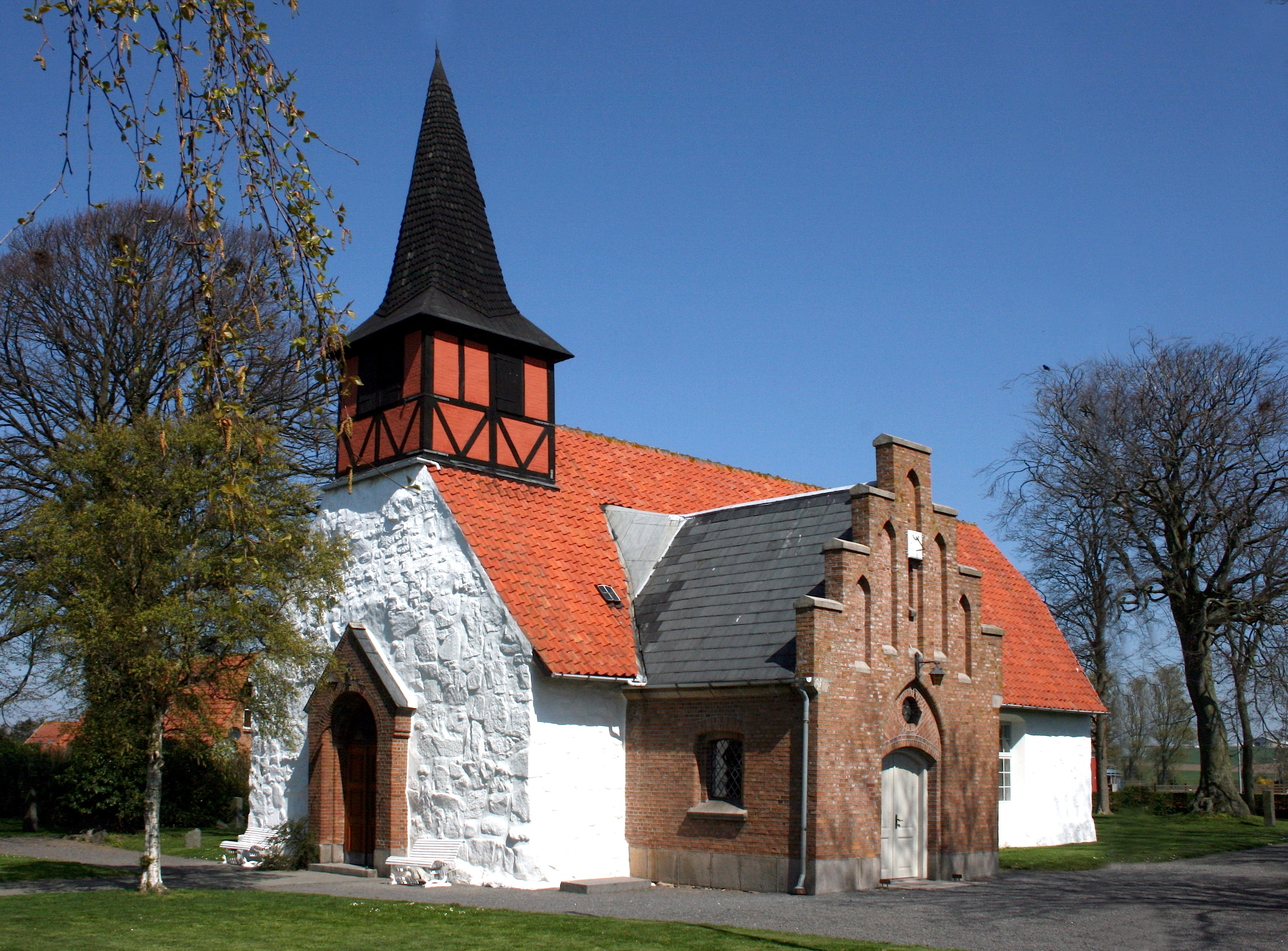
Hasle Kirke

Im Kirchspiel liegt die Kirche Hasle Kirke.
Nachbargemeinden sind im Norden Rutsker Sogn, im Osten Klemensker Sogn und im Süden Nyker Sogn.